# Adenium boehmianum
Adenium boehmianum là một loài thực vật có hoa trong họ La bố ma. Loài này được Schinz mô tả khoa học đầu tiên năm 1888.

## Hình ảnh

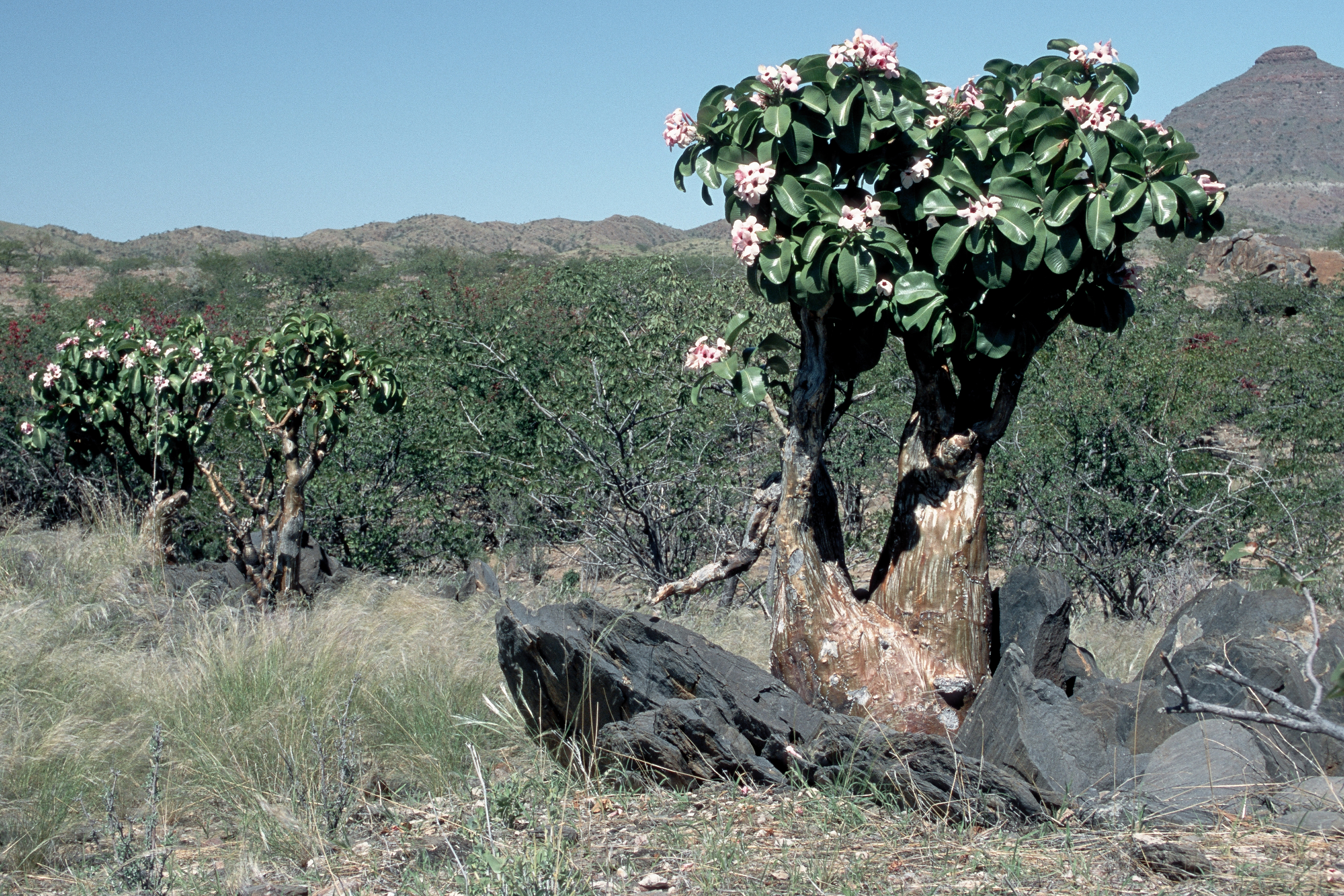